# Ernst Samesreuther

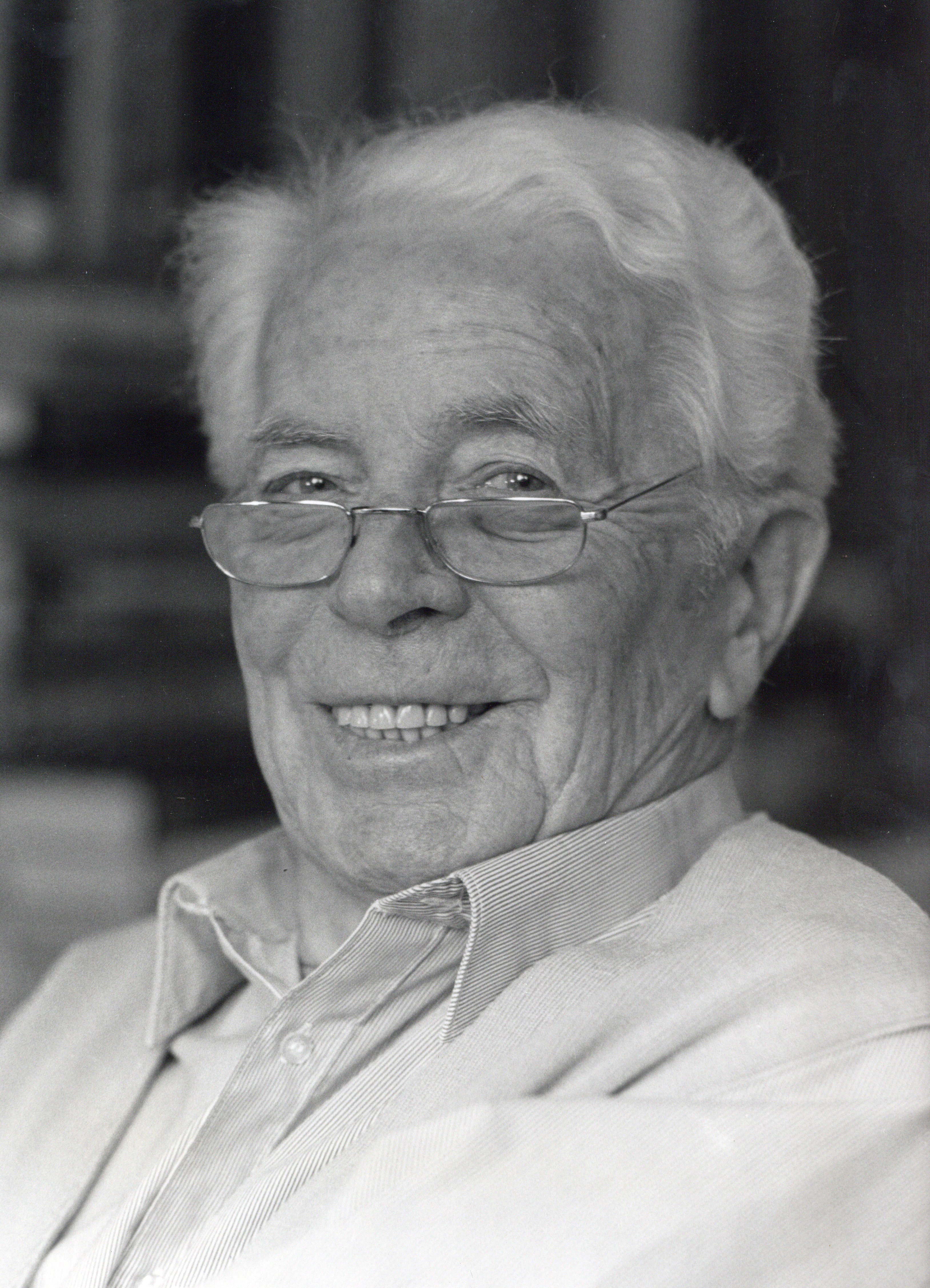
Ernst Samesreuther (1988)

Ernst Samesreuther (* 5. Februar 1908 in Darmstadt; † 7. April 1995 ebenda) war ein deutscher Architekt.

## Person
Ernst Samesreuther besuchte das altsprachliche Ludwig-Georgs-Gymnasium in Darmstadt und studierte an der Technischen Hochschule Darmstadt Architektur bei Paul Meissner, Heinrich Walbe und Karl Roth, bestand im Jahr 1932 die Diplom-Hauptprüfung und wurde 1937 zum Dr.-Ing. promoviert mit einer Dissertation über Römische Wasserleitungen im Rheinland. Nach dem Studienabschluss machte sich Samesreuther 1932 selbstständig und gründete ein Büro im Ernst-Ludwig-Haus. Mangels Aufträgen nahm er in den Jahren 1931 und 1932 an Ausgrabungen im Kloster Lorsch als Mitarbeiter der hessischen Bodendenkmalpflege teil. Nach dieser Aufgabe leitete er mehrere archäologische Grabungen in ganz Deutschland. 1937/38 erhielt er das Reisestipendium des Archäologischen Instituts des Deutschen Reiches. 1938 bis 1941 war Samesreuther als Grabbungsarchitekt bei Ausgrabungen in der Türkei, Ägypten (Hermopolis Magna), Palästina, Syrien, Griechenland (Olympia) und Italien tätig und kehrte 1941 nach Darmstadt zurück, um bis 1943 als Bauleiter beim Reichsautobahnbau eingesetzt zu werden. Im Jahre 1944 erfolgte die Einberufung zum Wehrdienst, der den Verlust eines Beins nach schwerer Verwundung nach sich zog.
Nach dem Zweiten Weltkrieg arbeitete Ernst Samesreuther als freischaffender Architekt in Darmstadt und entwarf das wieder aufzubauende Alice-Hospital, 1955 das Sparkassengebäude am Luisenplatz, 1962 den Umbau des Jugendstilbads und 1964 die Sporthalle am Böllenfalltor. Ab den 1970er Jahren spezialisierte er sich auf die Errichtung von Sportstätten bundesweit.
Von 1959 bis 1967 war er Vorsitzender der Bezirksgruppe Darmstadt-Starkenburg im Bund Deutscher Architekten.

## Veröffentlichungen
- Römische Wasserleitungen im Rheinland. In: Bericht der Römisch-Germanischen Kommission 26, 1936, S. 24–157 (= Dissertation; Digitalisat).
- mit Eberhard Henneböle: Neue Untersuchungen in Kneblinghausen. In: Germania 23, 2, 1939, S. 94–103 (Digitalisat).
- Die Ausgrabung. In: Günther Roeder: Vorläufiger Bericht über die VI. und VII. Ausgrabung der deutschen Hermopolis-Expedition 1938 und 1939. In: Mitteilungen des Deutschen Instituts für Ägyptische Altertumskunde in Kairo 9, 1940, S. 47ff.
- Römischer Kalksinter – ein mittelalterlicher Baustoff . In: Forschungen und Fortschritte 16, 1940, S. 383–384.
- Der römische Gutshof bei Laufenburg (Baden). In: Germania 24, 1, 1940, S. 32–36 (Digitalisat).